# Cmentarz żydowski w Broku
Cmentarz żydowski w Broku – został założony w połowie XIX wieku i zajmuje powierzchnię około 0,5 ha, na której zachowało się około czterdziestu macew. Cmentarz, znajdujący się przy ul. Sienkiewicza, dzieli się na część starszą i nowszą. Jest ogrodzony drucianą siatką.